# Louis Poinsot
Louis Poinsot (Pariz, 3. siječnja 1777. – Pariz, 5. prosinca 1859.), francuski matematičar i fizičar. Studirao (od 1794. do 1797.) na Politehničkoj školi (fr. École polytechnique) u Parizu, gdje je potom od 1809. bio profesor. Jedan od osnivača mehanike. Od njega potječe teorija sprega sila i teorem o gibanju krutoga tijela. U svojem djelu Nova teorija rotacije tijela (fr. Théorie nouvelle de la rotation des corps, 1834.) obradio je zakone vrtnje ili rotacije krutoga tijela. Poinsotove konstrukcije geometrijski su prikaz gibanja žiroskopa izvan djelovanja sila. Također se bavio geometrijskom obradbom statičkih problema. Njegovo ime nalazi se na listi 72 znanstvenika ugraviranih na Eifellovom tornju.

## Spreg sila
Spreg sila ili par sila predstavlja dvije sile F i –F međusobno paralelne, suprotno usmjerene, jednake po vrijednosti i s razmakom između hvatišta. Rezultanta tih dviju sila jednaka je nuli, a njihov moment (moment sprega) oko bilo koje točke iznosi:
{\displaystyle M=F\cdot d\,}
gdje je:
{\displaystyle M} - spreg sila,
{\displaystyle F} - veličina sila koje čine spreg,
{\displaystyle d} - međusobna udaljenost pravaca djelovanja sila, ili krak sila.
Prikazan vektorom, moment sprega okomit je na ravninu u kojoj leže sile (ravnina sprega). Djelovanjem sprega na kruto tijelo ne može se postići njegova translacija, nego samo vrtnja (rotacija) oko bilo koje osi okomite na ravninu sprega. U vektorskom je prikazu moment sprega slobodan vektor. Njegov pravac može se slobodno paralelno pomicati u prostoru ne mijenjajući smjer, a posljedično je djelovanje na kruto tijelo uvijek isto.